# Phlox pulvinata
Phlox pulvinata är en blågullsväxtart som först beskrevs av Edgar Theodore Wherry, och fick sitt nu gällande namn av Arthur John Cronquist. Phlox pulvinata ingår i släktet floxar, och familjen blågullsväxter. Inga underarter finns listade i Catalogue of Life.

## Bildgalleri

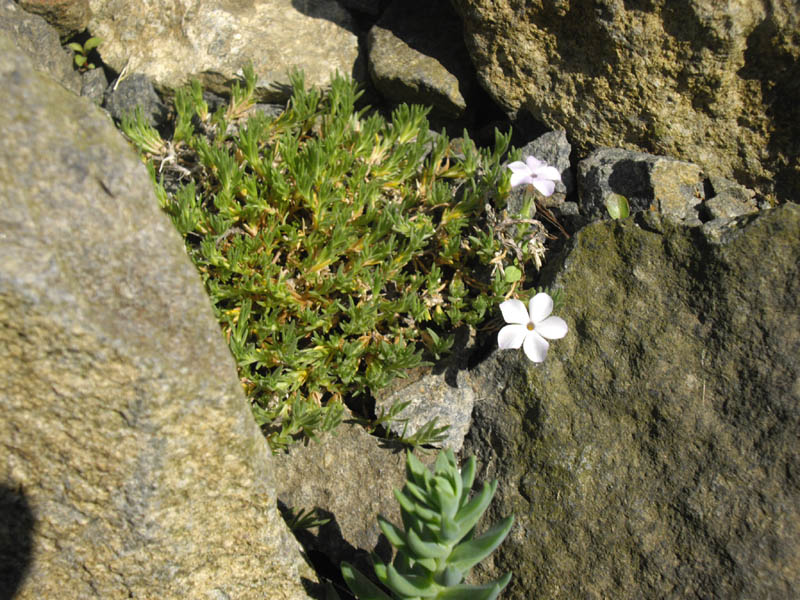
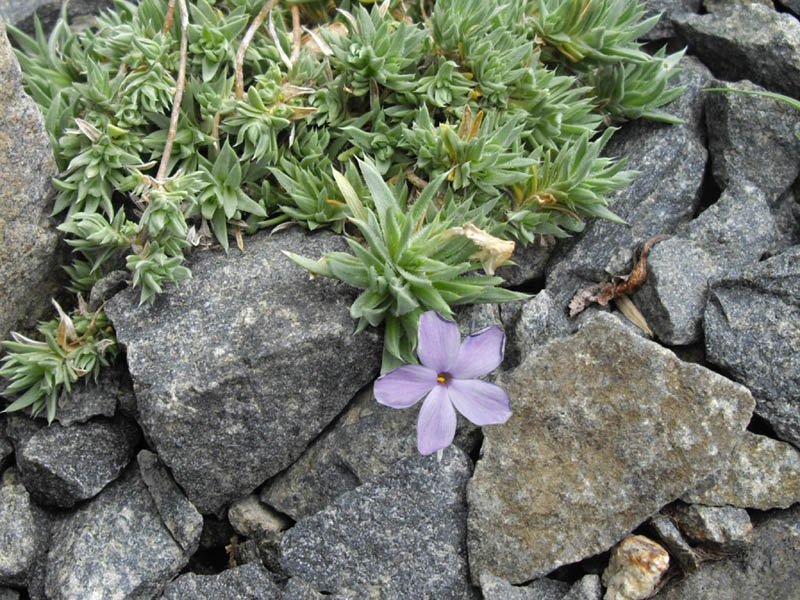
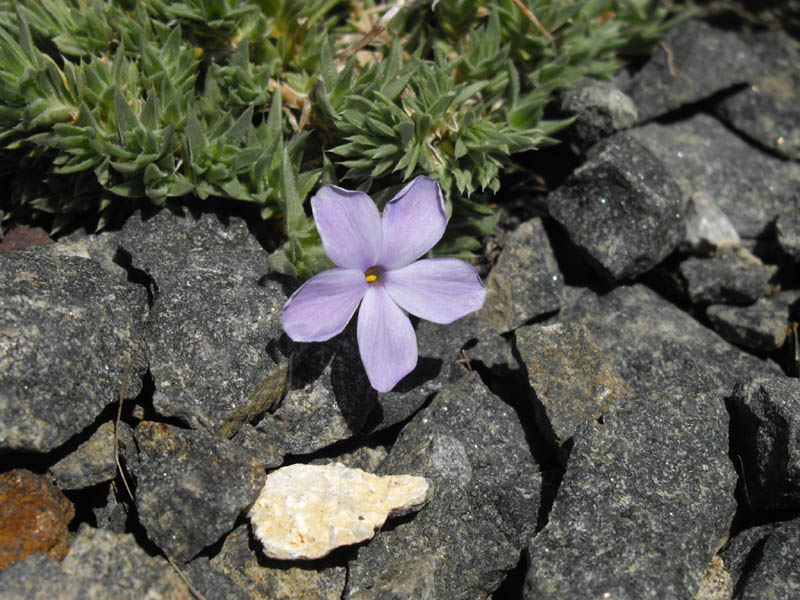
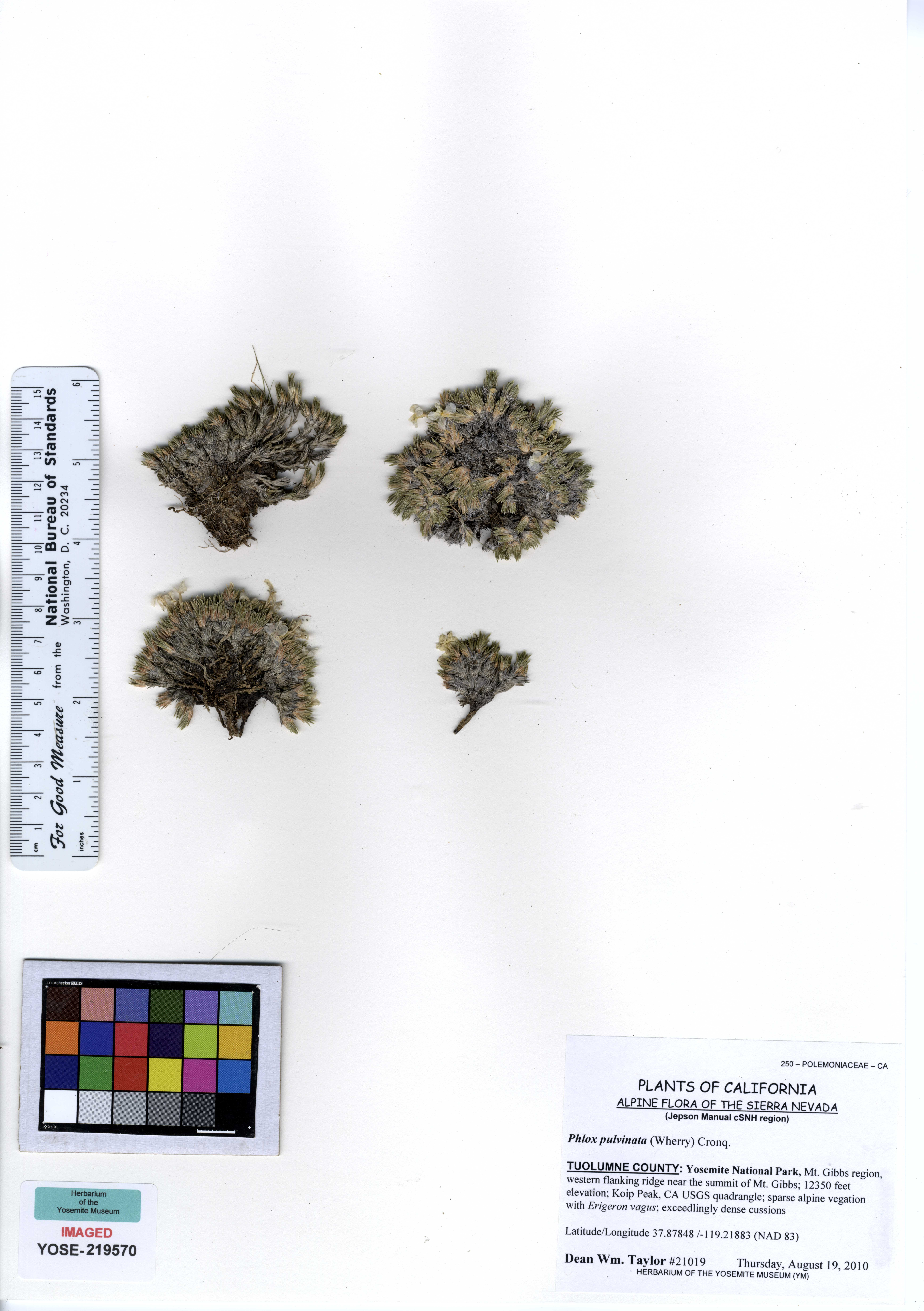